# Polestar 5
A Polestar 5 egy nagy teljesítményű, akkumulátoros elektromos, felsőkategóriás szedán autótípus, amelyet a svéd autógyártó, a Volvo gyárt, és 2024-től értékesíti Polestar márkanév alatt.

## Áttekintés

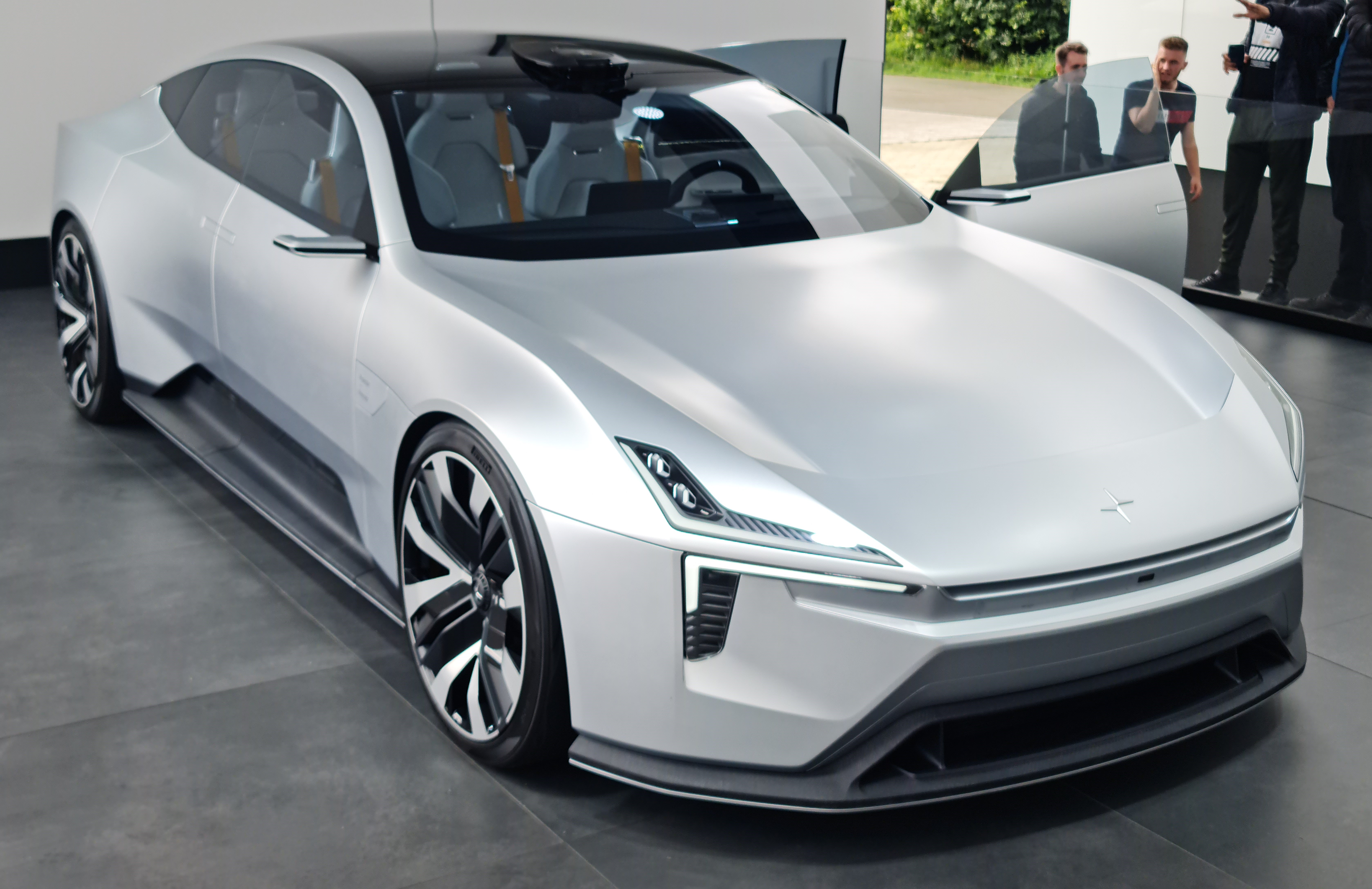
A 2020-ban bemutatott Polestar Precept koncepcióautó

A Polestar 5 a 2020-as Polestar Precept koncepcióautón alapul. 2022 júniusában a Goodwood Festival of Speed rendezvényen bemutatták a Polestar 5 prototípusát.
A Polestar 5 a Sustainable Experience Architecture 1 (SEA) platformon alapul, amelyet a Polestar 4 SUV autótípus is használ.

## Műszaki adatok
A Polestar 5 kettős villanymotoros hajtáslánca 650 kW-os teljesítménnyel és 900 Nm nyomatékkal rendelkezik.

## Fordítás
Ez a szócikk részben vagy egészben  a   Polestar 5 című angol Wikipédia-szócikk ezen változatának fordításán alapul.  Az eredeti cikk szerkesztőit annak laptörténete sorolja fel. Ez a jelzés csupán a megfogalmazás eredetét és a szerzői jogokat jelzi, nem szolgál a cikkben szereplő információk forrásmegjelöléseként.